# Hawfi`am Yakhal
Hawfiʿam Yakhal fou rei de Qataban al segle ii.
No consta que hagués regnat mai en solitari. Se sap que fou associat per Shahr Hilal Yuhaqbid, fundador de la dinastia, que podria ser el seu germà. Va per haver mort abans o perquè la successió era pels fills, el successor fou Nabat Yuhan`im, fill de Shahr Hilal Yuhaqbid.